# Ustawa o partiach politycznych
Ustawa z dnia 27 czerwca 1997 r. o partiach politycznych – polska ustawa, uchwalona przez Sejm, regulująca funkcjonowanie partii politycznych.

## Zakres regulacji
Ustawa określa:
- strukturę i zasady działania partii politycznych
- zasady prowadzenia ewidencji partii politycznych
- zasady finansowania partii politycznych
- tryb postępowania w sprawie stwierdzenia sprzeczności z Konstytucją celów lub działalności partii politycznych
- zasady likwidacji partii politycznych.

## Nowelizacje
Ustawę znowelizowano wielokrotnie. Ostatnia zmiana weszła w życie w 2023 roku.

## Ustawa z 1990 roku
W latach 1990–1997 funkcjonowanie partii politycznych w Polsce regulowała ustawa z dnia 28 lipca 1990 r. o partiach politycznych. 